# Patrick Heiniger
Patrick Heiniger (* 26. August 1950 in Argentinien; † 3. März 2013 in Monte Carlo) war ein Schweizer Unternehmer. Er war Generaldirektor und Delegierter des Verwaltungsrates bei Rolex, einer Schweizer Luxus-Uhrenmanufaktur.

## Leben
Heiniger studierte Jurisprudenz. 1981 eröffnete er zusammen mit zwei Studienkollegen eine Anwaltskanzlei in Genf mit Schwerpunkt auf dem Immaterialgüterrecht.
1987 wurde er von seinem Vater André Heiniger als Verantwortlicher für Marketing und Vertrieb zu Rolex geholt und 1992 zum Generaldirektor ernannt. In der Nachfolge seines Vaters wurde er 1997 Delegierter des Verwaltungsrates. Unter seiner Führung konnte die Rolex-Gruppe den Uhrwerkeproduzenten Manufacture des Montres Rolex SA erwerben. Bis im Dezember 2008 war er in dieser Funktion tätig, als er überraschend seinen Posten Bruno Meier überlassen musste. Für seine Entlassung nach 16-jähriger Amtszeit gab Rolex persönliche Gründe bekannt.

## Auszeichnungen
- 2005 Träger des Ordre des Arts et des Lettres